# Kristián I. Anhaltsko-Bernburský
Kristián I. Anhaltsko-Bernburský, též Kristián I. Anhaltský (11. května 1568, Bernburg – 17. dubna 1630, tamtéž), byl kníže anhaltský a především jeden z velmi významných diplomatů své doby. Nějakou dobu byl vojevůdcem a dokonce vrchním velitelem českého stavovského vojska během třicetileté války, ale jako vojevůdce se neosvědčil.

## Mládí
Svými diplomatickými schopnostmi vynikl záhy tak, že již roku 1591 byl postaven do čela pomocného vojska, které bylo ve Svaté říši sebráno pro francouzského krále Jindřicha IV. Ačkoli tato výprava neskončila zrovna slavně, byla přece rozhodným momentem v Kristiánově životě, protože Kristián tu přestoupil od luterství ke kalvinismu, ale také navázal styky s králem Jindřichem IV., a tato známost výrazně poznamenala jeho politický vývoj.

## U kurfiřtů falckých
Potom vstoupil do služeb falckého kurfiřta Fridricha IV. a stal se záhy (byl od roku 1595 místodržitelem Horní Falce se sídlem v Amberku) duší veškeré falcké politiky. Jeho předním cílem bylo zlomení habsburské moci, a k tomu používal nejjemnější diplomacii a intrikánství. Jeho hlavní činnost spadá do let 1606–1611. Po dohodě s králem Jindřichem IV. a s jeho podporou připravil tehdy Kristián založení a vzrůst Protestantské unie ve Svaté říši a podporu měl také od veškeré opozice v Čechách, na Moravě, v Rakousích a v Uhrách. Zejména je třeba připomenout jeho blízké styky s Petrem Vokem z Rožmberka a s rakouským pánem Tschernemblem – zasáhl svoji politikou mnohonásobně a rušivě do vnitřních poměrů dědičných zemí rakouských.

## Politika ve Svaté říši
Jeho program se tu měnil podle poměrů: od roku 1606 pracoval na tom, aby se následníkem Rudolfa II. stal bezdětný arcivévoda Maxmilián, když však roku 1608 arcivévoda Matyáš vystoupil proti císaři, změnil Kristián rychle plán a agitoval pro intervenci kurfiřtů a dokonce pro válečné zakročení Unie. Po míru v Libni hleděl zase využít vzájemné nesnášenlivosti obou bratří a jednal v tom směru zvláště s rakouskými stavy a také se samotným císařem. Roku 1609 byl v Praze jako vyslanec Unie a snažil se – byla to vždy jeho oblíbená myšlenka - rozšířit Unii do všech zemí rakouských – získat pro ni alespoň Čechy a Slezany. Hned nato zasáhl Kristián aktivně do války o dědictví julišsko-klevské (1609-14). Opět v plné shodě s Jindřichem IV. vtrhl roku 1610 s vojskem Unie do sporných krajin, když však náhlou smrtí Jindřicha IV. pozbyla záležitost julišsko-klevská evropského významu, vrátil se po několika válečných úspěších zpět do Amberka.
Od té doby nevystupoval Kristián již tak rozhodně, a teprve opět povstání české roku 1618 jej vybudilo k rozsáhlejší činnosti. Jeho programem bylo úplné vytrženi Čech z habsburské nadvlády, a v tom směru byl tvůrcem „české politiky“ kurfiřta Fridricha V. Vzhledem k blízkému vztahu k novému českému králi nahradil roku 1619 Jindřicha Matyáše Thurna v čele českého vojska, ale na rozdíl od hraběte Thurna pracoval pro povstání hlavně diplomaticky a jako velitel se neosvědčil.

## Po bitvě na Bílé hoře
Bitva na Bílé hoře ukončila neslavně jeho politickou dráhu: dán od císaře do klatby uprchl Kristián nejprve ke švédskému králi Gustavu Adolfovi, pak k dánskému králi Kristiánovi IV. Později, roku 1624 se ale s císařem smířil i žil pak již jen v soukromí na svém bernburském panství, které mu připadlo roku 1603 při opětném rozdělení dědictví anhaltského. Věrnost k císaři již neporušil a dokonce roku 1629 mu byla nabídnuta i přímo císařská služba a když odmítl, byl jmenován placeným komořím císařským.

## Rodina
Se svou manželkou Annou z Bentheimu měl šestnáct dětí, z nichž však jen sedm přežilo dětství. Bernburská linie rodu anhaltského, jím takto založená, vymřela pak teprve roku 1863, a to Alexandrem Karlem, po němž vévodství zdědil Leopold IV. Anhaltsko-Desavský.
- Fridrich Kristián (1596), narozen mrtvý
- Amálie Juliana (1597–1605), zemřela v dětství
- Kristián (1599–1656), od roku 1630 vládnoucí kníže anhaltsko-bernburský, ⚭ 1625 Eleonora Žofie Šlesvicko-Holštýnsko-Sonderburská (1603–1675)
- Eleonora Marie (1600–1657) ⚭ 1626 vévoda Jan Albrecht II. Meklenburský (1590–1636)
- Nepojmenovaná dcera (1601), narozena mrtvá
- Sibyla Alžběta (1602–1648)
- Anna Magdalena (1603–1611), zemřela v dětství
- Luisa Amálie (1606–1635)
- Arnošt (1608–1632), plukovník, padl v bitvě u Lützenu (16. listopadu 1632)
- Amöena Juliana (1609–1628), zemřela mladá
- Anežka Magdalena (1612–1629), zemřela mladá
- Fridrich (1613–1670)
⚭ 1642 Jana Alžběta Nasavsko-Hadamarská (1619–1647)
⚭ 1657 Anna Kateřina z Lippe-Detmoldu (1612–1659)
- Žofie Markéta (1615–1673) ⚭ 1651 kníže Jan Kazimír Anhaltsko-Desavský (1596–1660)
- Dorota Matylda (1617–1656)
- Fridrich Ludvík (1619–1621), zemřel v dětství